# Dodgeball (sport)
 (novembre 2019).
 (novembre 2019).
Le dodgeball,,,, est un sport collectif dans lequel les joueurs de chaque équipe tentent d’éliminer leurs adversaires, tout en évitant de se faire toucher eux-mêmes.
Le sport est le plus souvent pratiqué de manière récréative (dans les écoles et centres aérés) selon des règles variables, sous l’appellation balle aux prisonniers ou ballon-chasseur (au Québec).
Cependant, ce sport se développe sérieusement en France depuis 2013. C’est un sport ouvert à tous et c’est un des rares sports où il existe une catégorie mixte, en plus des catégories homme et femme. Les enfants sont également les bienvenus à partir de six ans.
Les équipes sont composées de six joueurs.
En tant que sport international, il est régi par des règles qui varient selon les instances dirigeantes, telles que la Fédération mondiale de dodgeball, la World Dodgeball Association et l’European Dodgeball Federation.
La Fédération du dodgeball français est l’entité dirigeante du dodgeball en France, avec ses clubs membres à travers le pays.

## Histoire
Le dodgeball moderne pourrait être basé sur un jeu qui a été observé pour la première fois en Afrique il y a environ 200 ans où les joueurs se sont lancé des pierres dans le but de se blesser et même de tuer. Le missionnaire James H. Carlisle les a vus jouer à ce jeu et est retourné enseigner au St. Mary's College, à Norfolk, où il a transformé le jeu africain en un jeu plus sûr avec une balle en cuir au lieu de pierres. En 1884, Phillip Ferguson, de Yale, a redessiné le jeu avec un rythme plus rapide. En 1905, il écrit les premières règles officielles. Les collèges américains ont commencé à jouer et le sport a rapidement évolué pour devenir ce que nous appelons maintenant le dodgeball.

## Équipement

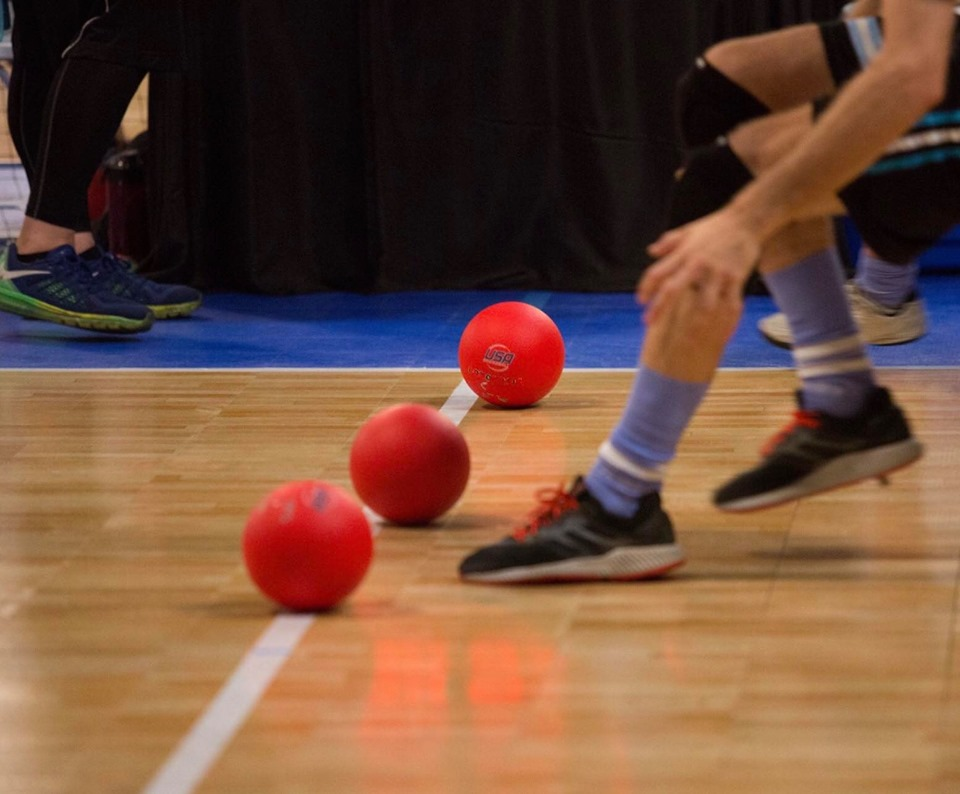
Balles en mousse WDBF utilisées aux Championnats du monde de dodgeball

Il existe de nombreux types de balles différents utilisés dans le monde, y compris le caoutchouc de 8,5 pouces (220 mm), le caoutchouc «sans piqûre», la mousse et le tissu ; les versions fabriquées avec du caoutchouc ou du chlorure de polyvinyle sont appelées balles utilitaires. USA Dodgeball utilise tous les types de balles dans plusieurs tournois organisés par eux et leurs organisations membres. La Fédération mondiale de ballon chasseur (WDBF) a principalement utilisé de la mousse lors de ses premiers championnats du monde, mais à partir de 2022, les catégories de tissu et de mousse ont été introduites.
La WDBF exige l'utilisation de six balles avec six joueurs de chaque côté lors de ses Championnats du monde de dodgeball. Dans le monde entier, différents ensembles de règles régissent le nombre de balles et de joueurs en fonction de la taille du terrain, du niveau de jeu et de la décision de l'organisation.
La WDA prévoit l'utilisation de cinq balles, mais certains ensembles de règles nationaux, comme en Autriche, prévoient six balles. Dans les parties amateurs, on utilise généralement de trois à dix balles, en fonction de la taille du terrain et du nombre de joueurs. Plus il y a de balles, plus il y a d'action dans le jeu, mais cela peut également entraîner des blocages fréquents. S'il y a trop peu de balles, l'élément de furtivité disparaît car les joueurs peuvent voir toutes les balles susceptibles de les toucher.

## Terrain
Le Dodgeball se joue sur un terrain de dimensions 8 × 17 mètres.
Les lignes de fond sont apposées à un mètre minimum du mur, du filet ou de la barrière.
Les lignes d'attaques sont apposées à 3m des lignes de fond.
La zone neutre mesure 3 mètres de largeur. Ses lignes sont apposées à 1,5 mètre de part et d'autre de la ligne médiane.

## Balles utilisées
Une des particularités de ce sport est qu’il se joue avec plusieurs balles en même temps sur le terrain. En France, les compétitions se jouent avec 5 balles
Plusieurs types de balles sont utilisés dans le monde. Elles sont en caoutchouc, en mousse ou encore en tissu.
En France, sont utilisées des balles recouvertes d'un revêtement en tissu molletonné. Le diamètre utilisé diffère en fonction de l’âge du joueur :
- pour les enfants de 7 à 10 ans : diamètre de 14 cm
- pour les enfants de 11 à 13 ans : diamètre de 16,5 cm
- pour les adultes et les enfants dès 14 ans : diamètre de 17,8 cm

## Déroulement du jeu

### Durée du jeu
Les matchs durent 40 minutes, divisés en deux mi-temps de 20 minutes au cours desquelles sont jouées autant de manches que possible. Une manche dure 3 minutes ou jusqu'à ce que tous les joueurs d'une équipe soient éliminés. Deux points sont attribués à l’équipe gagnante pour chaque manche gagnée.
Si les deux équipes ont le même nombre de joueurs encore en jeu lorsque le temps de jeu expire, la manche sera nulle et les deux équipes recevront 1 point.
En cas de défaite, l’équipe perdante ne reçoit pas de point.
Les équipes changent de côté à la mi-temps.

### Démarrage du jeu
Les balles sont initialement alignées sur la ligne médiane (voir schéma du terrain).
Les joueurs se précipitent vers la ligne médiane pour récupérer une balle. C'est ce qu'on appelle le rush de départ. Il n'est pas autorisé de lancer immédiatement une balle sur un adversaire. Un joueur saisissant une balle sur la ligne médiane doit reculer jusqu’à la ligne d’activation ou la transmettre à un coéquipier qui activera lui-même la balle.
Après le rush de départ, les joueurs cherchent à éliminer les joueurs de l’équipe adverse.
Un joueur peut être éliminé par plusieurs moyens :
- un tir,
- un catch (réception par un joueur adverse),
- une faute.

## Compétitions

### Compétitions internationales

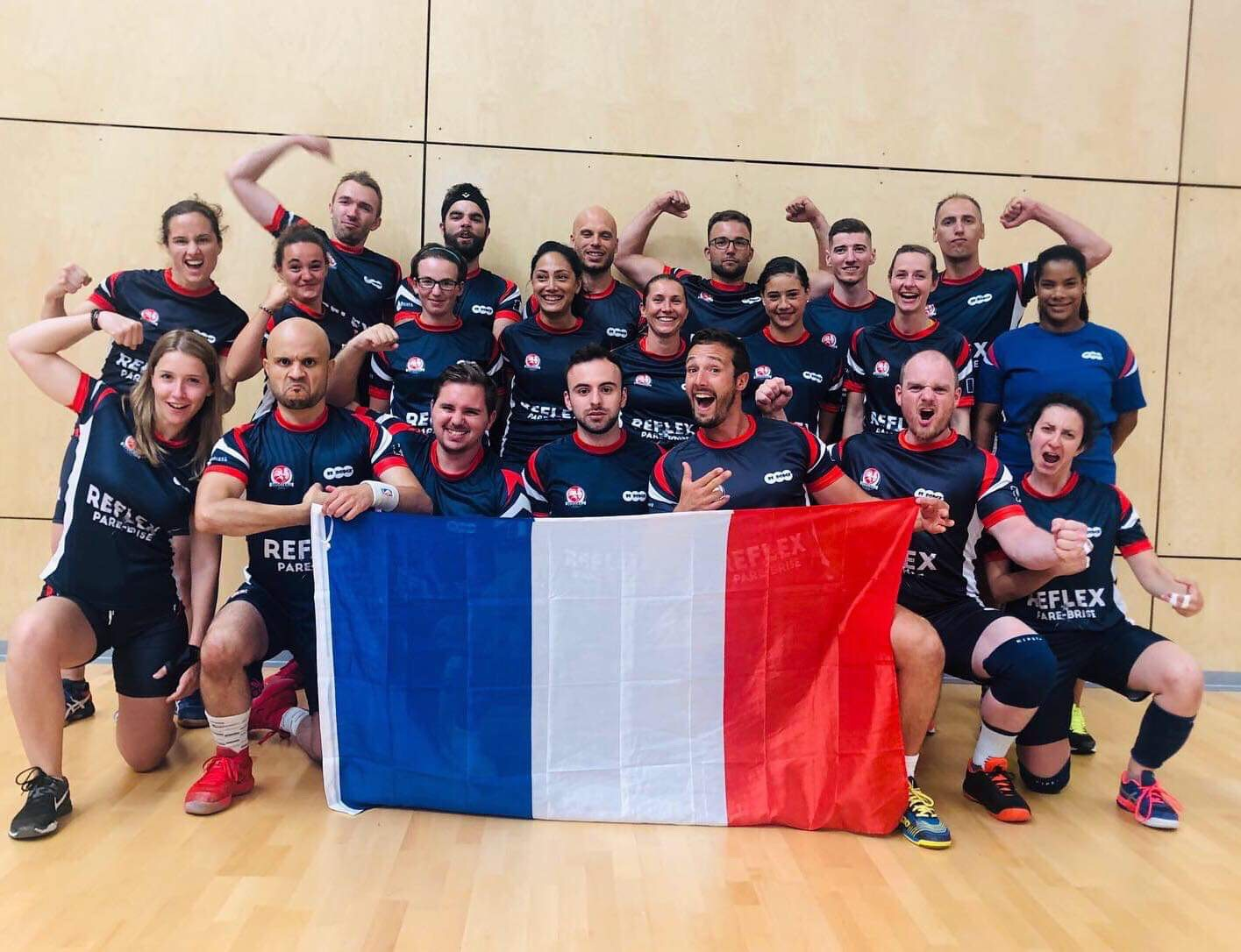
Équipe de France, lors du championnat européen de dodgeball 2019 à Newcastle.

Il existe plusieurs compétitions dans le monde :
- Coupe du monde (a lieu tous les deux ans)
- Championnats d’Europe (a lieu chaque année)[14],[15],[16],[17],[18],[19],[20],[21],[22]
- NEC (championnat nord européen) (a lieu chaque année)[23]
- CEC (championnat central européen) (a lieu chaque année)[24]
- WEC (championnat d'Europe de l'Ouest)[25]

### Compétitions françaises
Il existe plusieurs compétitions qui regroupent chaque année les clubs français.
- La Givrée (en novembre ou décembre)[26],[27]
- Open de France (en février)[28],[29],[30],[31],[32],[33],[34],[35],[36],[37],[38]
- Challenge national (en juin) [39],[40],[41],[42],[43],[44],[45],[46],[47],[48],[49],[50],[51],[52],[53]

À ces compétitions officielles peuvent s’ajouter des tournois locaux organisés par les clubs.
- L'UDO (Unicorn Dodgeball Open) accueille depuis 2022 des clubs de plusieurs nations européennes[54],[55],[56]

## Clubs français
| Club                                        | Ville            |
| ------------------------------------------- | ---------------- |
| Leopards Dodgeball 27                       | Évreux           |
| Coqs Rouges Dodgeball                       | Bordeaux         |
| Association Cali Dodgeball Club ( A.C.D.C.) | Libourne         |
| Hermine Dodgeball Club                      | Fougères         |
| Dodgeball Tour d’Auvergne                   | Rennes           |
| Dodgeball Club Orléans                      | Orléans          |
| Beauvaisis Dodgeball Club                   | Bresles          |
| AMD Dodgeball                               | Paris            |
| Licorne Dodgeball Club                      | La-Ville-du-Bois |
| Dodgeball Club’95                           | Attainville      |
| Dodgeball la Kour                           | Boucan Canot     |
| Le Omnisports Red Castors                   | Beausoleil       |
| AS Thonon                                   | Thonon-les-Bains |
| Vikings 31                                  | L’Union          |
| ACDC Thunders                               | Libourne         |
| Saint-Quentin Suricates                     | Saint-Quentin    |
| Grand Poitiers Dodgeball                    | Poitiers         |
| Dodgeball Club Laval                        | Laval            |
| Krakens Dodgeball Club 17                   | Breuil Magné     |

## Clubs belges
| Club                          | Ville      |
| ----------------------------- | ---------- |
| Alcatraz Dodgeball Club       | Schaerbeek |
| Antwerp Dodgeball Club        | Anvers     |
| Ghent Wolves Dodgeball Club   | Gand       |
| Golden Spurs Dodgeball Club   | Courtrai   |
| Grizzlies Dodgeball Club      | Jodoigne   |
| Honeybees Oupeye Dodgeball    | Oupeye     |
| Thunderducks Dodgeball Tienen | Tirlemont  |

## Jeux similaires dans d'autres pays
- En Espagne, une variante du jeu appelée Datchball a été créée par un professeur d’éducation physique, Roberto Navarro. Le jeu et les associations et ligues se trouvent dans le nord de l'Espagne.
- Sur le sous-continent indien se joue une variante du jeu appelée Sekan-tadi (-तड़ी). C'est l'argot utilisé pour « claquer la hanche ». Les autres noms sont Gend Tadi et Maram Pitti.
- En Chine, une variante du jeu appelée Diu Sha Bao (沙包) est jouée. Au lieu d'une balle, le jeu se joue avec un petit sac de sable rond, également appelé Sha Bao.
- Au Kenya, il porte le nom de kati.

## Dans la culture populaire
- En 2004, le film Dodgeball ! Même pas mal !, malgré une vision peu flatteuse du sport et de ses joueurs, a ravivé l’intérêt pour ce sport, en particulier chez les jeunes adultes.
- Également en 2004, Extreme Dodgeball, un tournoi de dodgeball diffusé sous forme de jeu télévisé, a été diffusé.
- Le jeu vidéo Stikbold: A Dodgeball Adventure (stikbold étant le mot danois pour dodgeball) présente le sport du dodgeball, bien que les règles diffèrent légèrement du jeu réel[66].
- Des parties de dodgeball sont au centre des intrigues de plusieurs chapitres des mangas One Piece[67] et Hunter x Hunter.

## Records du monde
- L'Université de Californie, Irvine, a récupéré le record du plus grand match de dodgeball le 25 septembre 2012, avec 6 084 participants[68]. Le précédent record du plus grand match de dodgeball avait été établi par 4 979 participants à l'Université de l'Alberta le 3 février 2012[69].
- Le match de dodgeball le plus long enregistré a été joué du 27 au 29 avril 2012 au Castleton State College dans le Vermont ; il a duré 41 heures 3 minutes et 17 secondes[70].

## Polémiques
Les risques de blessures liées au dodgeball, ainsi que la perception que le jeu ressemble à une agression, ont suscité des controverses, des poursuites judiciaires et même des appels à éliminer le jeu des programmes d'éducation physique scolaire,.